# Big Jim McLain
Big Jim McLain is een Amerikaanse politieke thriller uit 1952, geregisseerd door Edward Ludwig met in de hoofdrollen John Wayne, Nancy Olson, James Arness, Alan Napier en Veda Ann Borg.

## Verhaal
Jim McLain (John Wayne) is onderzoeker van de commissie die on-Amerikaanse activiteiten in de gaten houd. McLain en Mal Baxter (James Arness) reizen naar Hawaï om een groep probleemzoekers van de communistische partij uiteen te drijven. 

## Cast
| Acteur        | Personage    |
| ------------- | ------------ |
| John Wayne    | Jim McLain   |
| James Arness  | Mal Baxter   |
| Nancy Olson   | Nancy Vallon |
| Alan Napier   | Sturak       |
| Red McQueen   | Phil Briggs  |
| Gayne Whitman | Dr. Gelster  |
| Veda Ann Borg | Madge        |
| Robert Keys   | Edwin White  |